# Studentenstadt Freimann

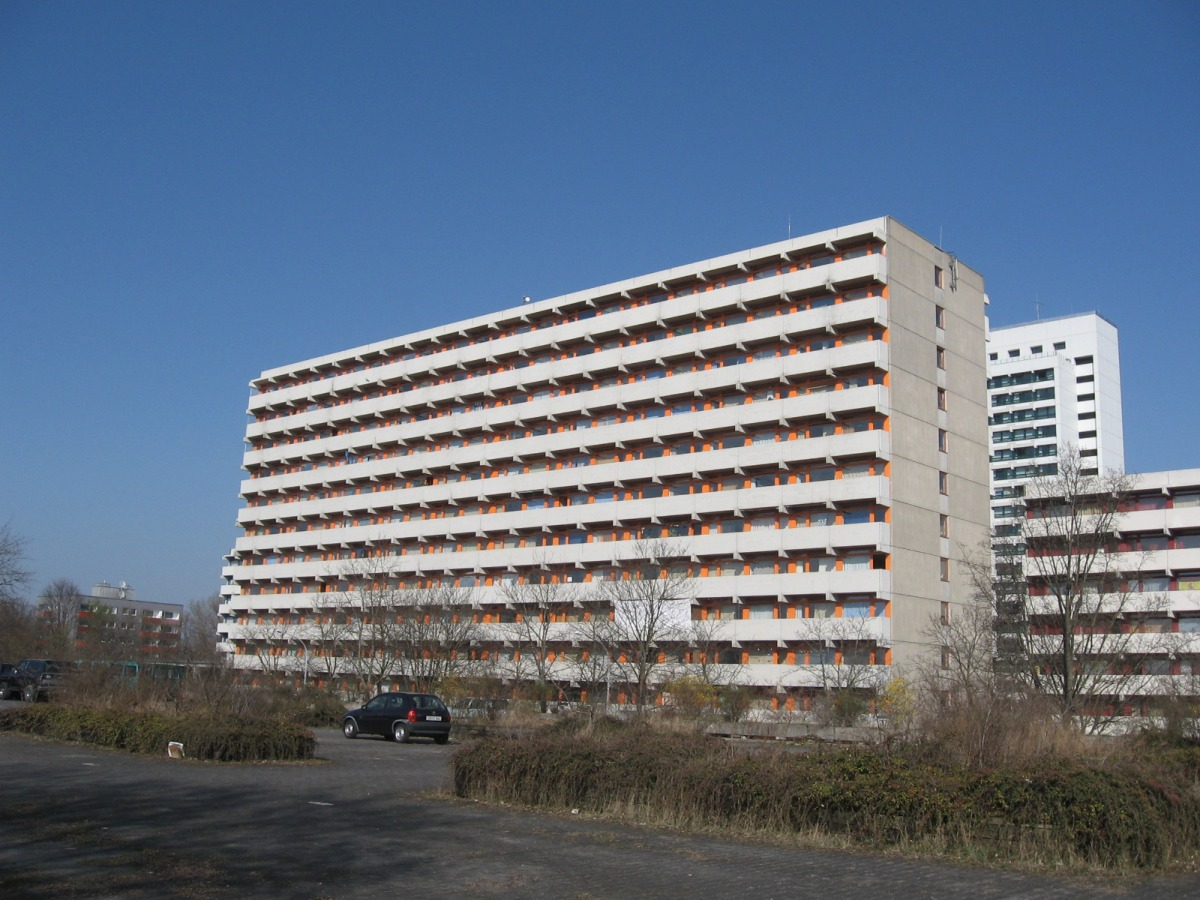
Oranges Haus, rechts das Rote Haus, im Hintergrund das Hanns-Seidel-Haus (HSH)

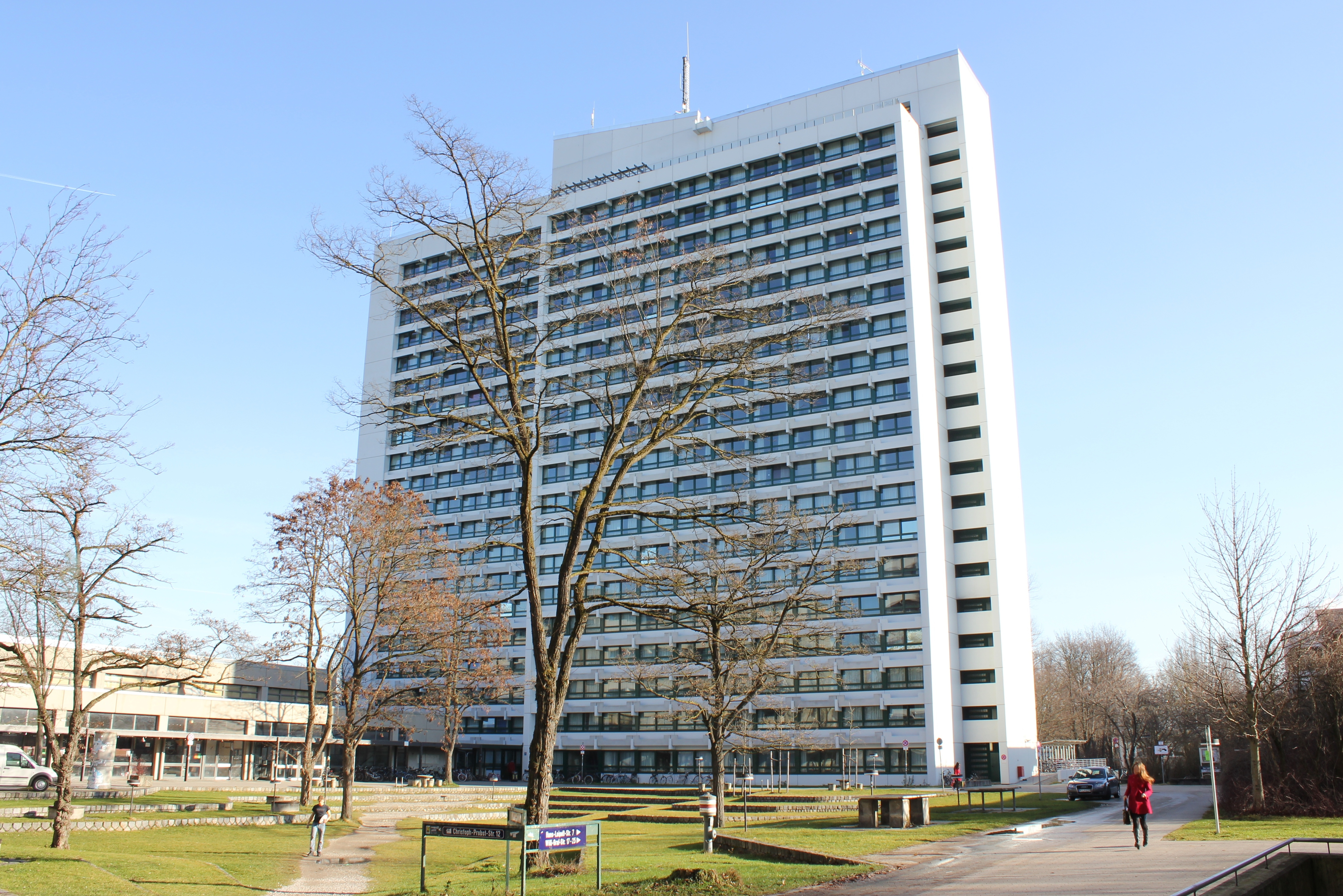
Das größte Gebäude der Studentenstadt: Hanns-Seidel-Haus

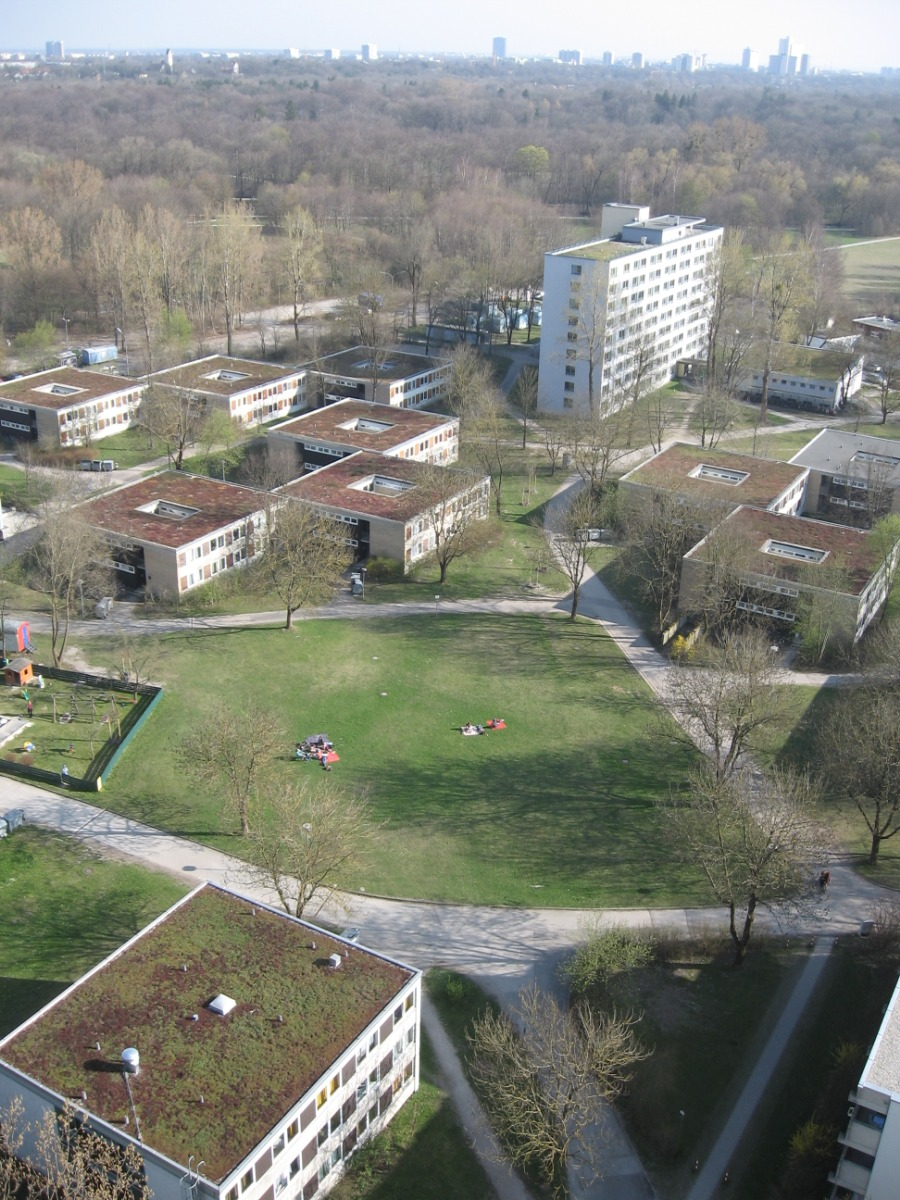
Blick vom Hanns-Seidel-Haus auf die Studenten-Altstadt (im Hintergrund: das Max-Kade-Haus)

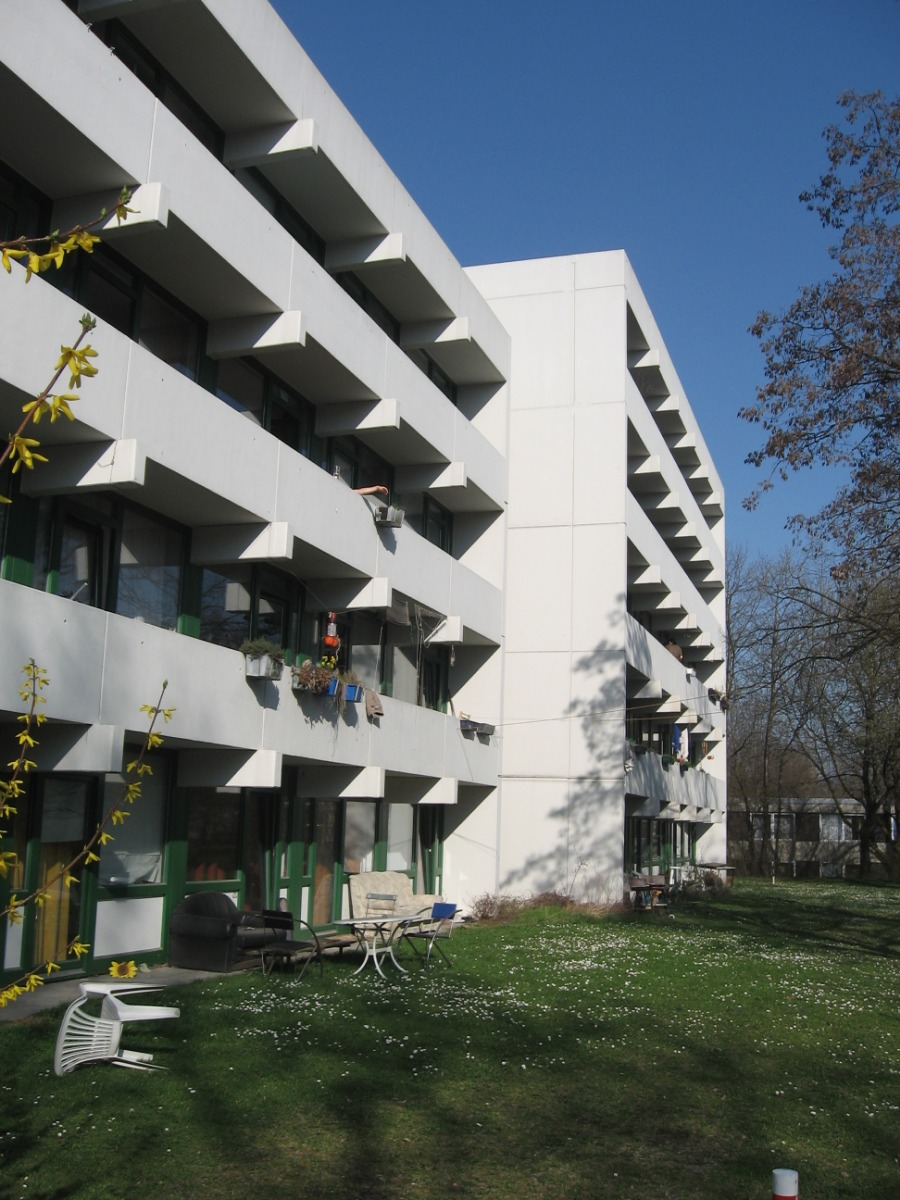
Haus 14, Wohngemeinschaften

Die Studentenstadt Freimann im Münchner Stadtteil Freimann ist die größte Studentensiedlung Deutschlands. Der in zwei Etappen von 1961 bis 1968 und von 1970 bis 1977 erbaute Gebäudekomplex ist mit 14 Häusern auf 88.000 Quadratmetern Grundfläche neben dem Studentenviertel Oberwiesenfeld („Olydorf“) eine der beiden großen Wohnanlagen des Studentenwerks München. Die Anlage wurde Ende der 1950er Jahre vor dem Hintergrund rasant ansteigender Einwohnerzahlen und nicht ausreichend vorhandenen Wohnraums in München konzipiert. Die „StuSta“ verfügt über Wohnraum für über 2400 Studenten. Aufgrund laufender und geplanter Sanierungsarbeiten sind aktuell nur rund 1000 Apartments bewohnt.

## Lage
Die Studentenstadt befindet sich im Stadtteil Schwabing-Freimann im Norden von München zwischen der Ungererstraße, dem Föhringer Ring und dem nördlichen Teil des Englischen Gartens. In unmittelbarer Nähe befindet sich die Haltestelle Studentenstadt (Münchner U-Bahn-Linie 6, Buslinien 50, X35, X36, 143, 177, 181, 231 und 233)
Die Straßen und Wege innerhalb der Studentenstadt wurden nach Widerstandskämpfern der Weißen Rose benannt:
- Willi-Graf-Straße
- Hans-Leipelt-Straße
- Christoph-Probst-Straße

## Geschichte
Von Kriegsende bis Ende der 1950er Jahre hatte sich die Einwohnerzahl Münchens von einer halben Million auf eine Million nahezu verdoppelt. Gerade für Studenten war es quasi unmöglich, eine Wohnung in München zu finden. Daher schlossen sich Ende der 1950er Jahre Rektoren und Professoren der Münchner Hochschulen und der damalige Geschäftsführer des Studentenwerks München zusammen, um in Anlehnung an die Cité Internationale Universitaire de Paris ein Konzept für eine Studentensiedlung zu entwickeln. Das erste Konzept wurde von Egon Wiberg, dem Rektor der Ludwig-Maximilians-Universität, 1958 vorgestellt. Unter dem Vorsitz von Wiberg wurde hierzu 1959 der Verein Studentenstadt München e. V. gegründet.
Nachdem von dem damaligen bayerischen Ministerpräsidenten Hanns Seidel eine Fläche von 8 ha am Rande des Englischen Gartens zur Verfügung gestellt worden war, kam nach langwierigen Verhandlungen ein Erbbauvertrag zwischen dem Freistaat Bayern und dem Verein Studentenstadt München zustande. Zu Beginn des Projekts wurden von der Max-Kade-Foundation eine Million DM zur Verfügung gestellt.
Es fand ein Architekturwettbewerb statt, dessen Sieger Ernst Maria Lang 1960 mit der Architekturgemeinschaft Lang und Pogadl den Planungsauftrag erhielt.

### Bau und Eröffnung (ab 1961)
Zunächst waren in der Studentenstadt rund 1500 Wohnplätze vorgesehen, die Zahl hat sich bis zum Jahr 1971 jedoch auf 2478 erhöht.
Der Bau begann 1961, wobei die Studentenstadt in vier Bauabschnitten fertiggestellt wurde. Im ersten (1961–1963) wurden die Häuser 1–6, im zweiten (1966–1968) die Häuser 7 und 8 fertiggestellt. Diese mit Ausnahme des Egon-Wiberg-Hauses und des Max-Kade-Hauses (neun Stockwerke) niedriggeschossigen Häuser werden als sogenannte Altstadt bezeichnet. Der Erstbezug fand noch 1963 statt. In einem dritten Bauabschnitt (1971–1973) entstanden die Häuser 9 und 10. Die letzten vier Häuser wurden in den Jahren 1974–1975 im vierten Bauabschnitt gebaut. Diese hochgeschossigen Häuser (19 Stockwerke im Hanns-Seidel-Haus) werden als Neustadt bezeichnet. Die meisten Häuser der Altstadt sind durch eine ihnen zugeordnete Zahl gekennzeichnet, die Häuser der Neustadt sind nach Farben benannt, einige Häuser in Alt- und Neustadt tragen Namen, die meist den Unterstützern des Baus gewidmet sind: Max-Kade-Haus, Egon-Wiberg-Haus, Hanns-Seidel-Haus, Erich-Markel-Haus, Dieter-Maßberg-Haus (erst 2004 von „Haus 14“ umbenannt).
Die oberirdische U-Bahn-Haltestelle Studentenstadt wurde am 19. Oktober 1971 eröffnet, als 8 der 14 Häuser fertiggestellt waren.
1968 wurde die angedachte Trennung in Häuser nur für Männer und nur für Frauen aufgegeben. Im Jahr 1975 wurde in der Studentenstadt eine Kinderkrippe eingerichtet und 1976/77 die Hans-Scholl-Halle erbaut. Seit 1977 gibt es den Sportverein der Studentenstadt.

### Eigentümerwechsel (2015)
Im Jahr 2015 übernahm das Studentenwerk München die Studentenstadt von dem Verein Studentenstadt München. Dieser konnte die anstehende Sanierung der Gebäude mangels finanzieller Mittel nicht umsetzen.

### Brand und teilweise Schließung (2021)
In der Nacht auf den 16. Februar 2021 fing die Sauna im Keller des roten Hauses Feuer und brannte vollständig aus, die Ermittlungen zur Ursache wurden im Mai 2023 eingestellt. Teile des Gebäudes wurden dadurch unbewohnbar. Es mussten alle 185 Bewohner anderweitig untergebracht werden. Eine Bewohnerin, die beim Brand eine schwere Rauchvergiftung erlitten hatte, starb wenige Wochen später.
In weiterer Folge wurden insgesamt vier Hochhäuser der Studentenstadt geräumt und bis auf Weiteres geschlossen, darunter auch das Hanns-Seidel-Haus. Seitdem stehen in der Studentenstadt München nur noch rund 1000 Wohnplätze zur Verfügung.
Die Schließung löste eine anhaltende Kontroverse aus, da die Entscheidungsgründe vom Studentenwerk München nicht veröffentlicht wurden und erst 2 Jahre später eine Stellungnahme der Staatsanwaltschaft München zur Brandursache erfolgte.
Im September 2022 kündigte der bayerische Wissenschaftsminister Markus Blume die Übernahme und Sanierung von 1000 Apartments in der Studentenstadt durch die BayernHeim GmbH an. Die veranschlagten rund 150 Millionen Euro für die Sanierung sollen mit rund 70 Millionen Euro Eigenkapital der Bayernheim finanziert werden, in dem Mittel des Wissenschaftsministeriums in Höhe von über 32 Millionen Euro enthalten sind. Die weitere Finanzierung ist mit rund 54 Millionen Euro aus der Förderung von Wohnraum für Studierende sowie einem Kredit bei der Kreditanstalt für Wiederaufbau (KfW) von rund 27 Millionen Euro vorgesehen. Die Fertigstellung der Sanierungsarbeiten soll frühestens im Jahr 2027 erfolgen. Das Studierendenwerk nennt hingegen das 3. Quartal 2032 als voraussichtliches Datum für die Fertigstellung.

## Wohnen

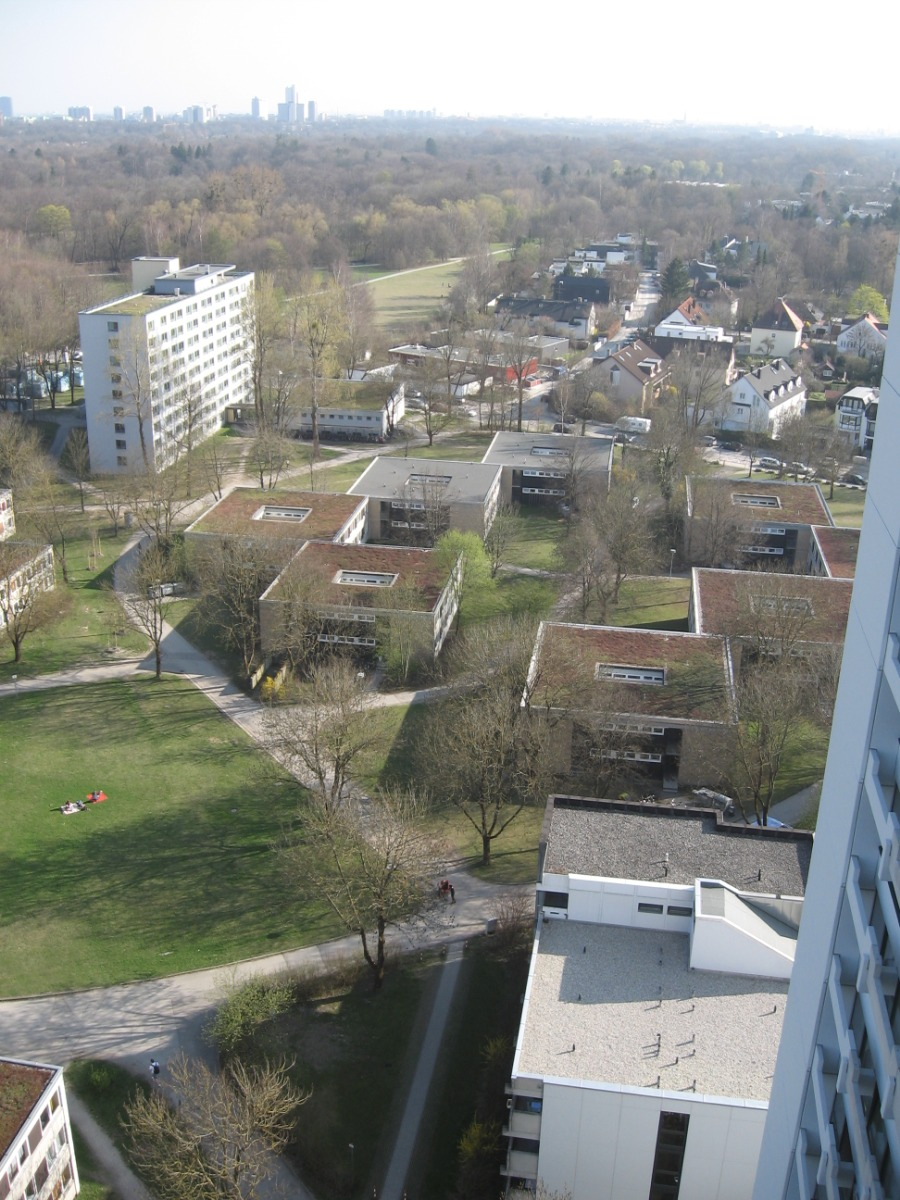
Teil der Altstadt vom Hanns-Seidel-Haus aus gesehen

Die Studentenstadt besteht im Wesentlichen aus zwei Teilen, die in mehreren Bauabschnitten errichtet wurden: Einerseits existiert die sogenannte Altstadt, die aus mehreren zwei- bis dreistöckigen Häusern sowie zwei neunstöckigen Hochhäusern besteht und im ersten Bauabschnitt erbaut wurde. Andererseits gibt es die Neustadt mit 7- bis 21-stöckigen Hochhäusern aus den späteren Baujahren.

### Altstadt

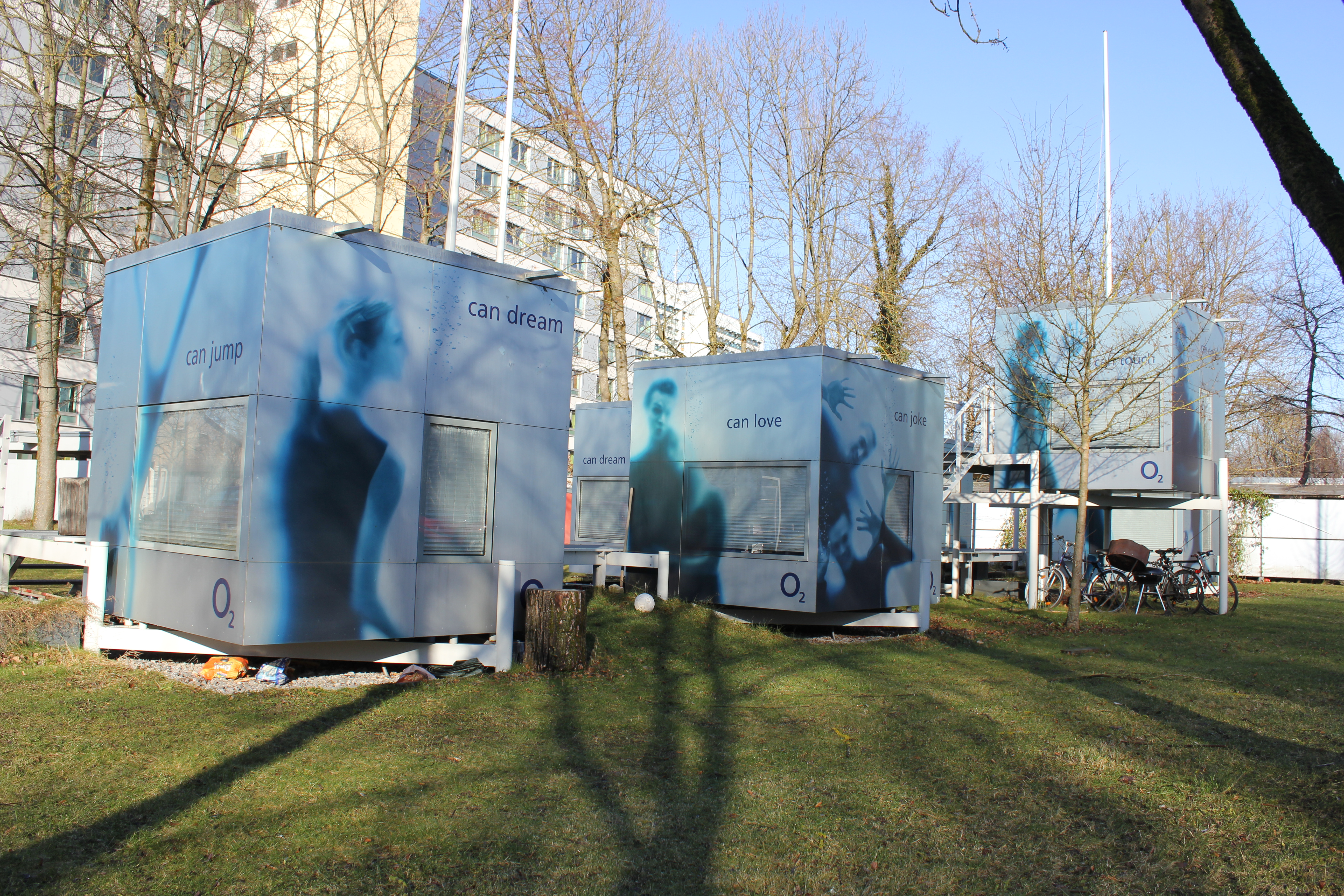
micro compact home Wohnwürfel

Die Altstadt bietet 627 Einzelzimmer mit einer Wohnfläche von 8–20 m² mit Waschbecken. Küchen, Dusche, WC sowie ein Aufenthaltsraum werden teilweise gemeinsam benutzt.
Um günstig und relativ schnell Wohnraum zu schaffen, wurden hier neben den festen Wohnheimen 2001 auch Containergebäude erstellt, die erst 2006 abgebaut wurden. Darüber hinaus wurde 2005 eine Versuchsanlage namens micro compact home in Zusammenarbeit mit unter anderem der Architekturschule München erbaut. Dieses Ensemble besteht aus sieben autarken, containerartigen Wohneinheiten auf 6,80 m² Grundfläche (im Außenumfang), siehe Bild.

### Neustadt

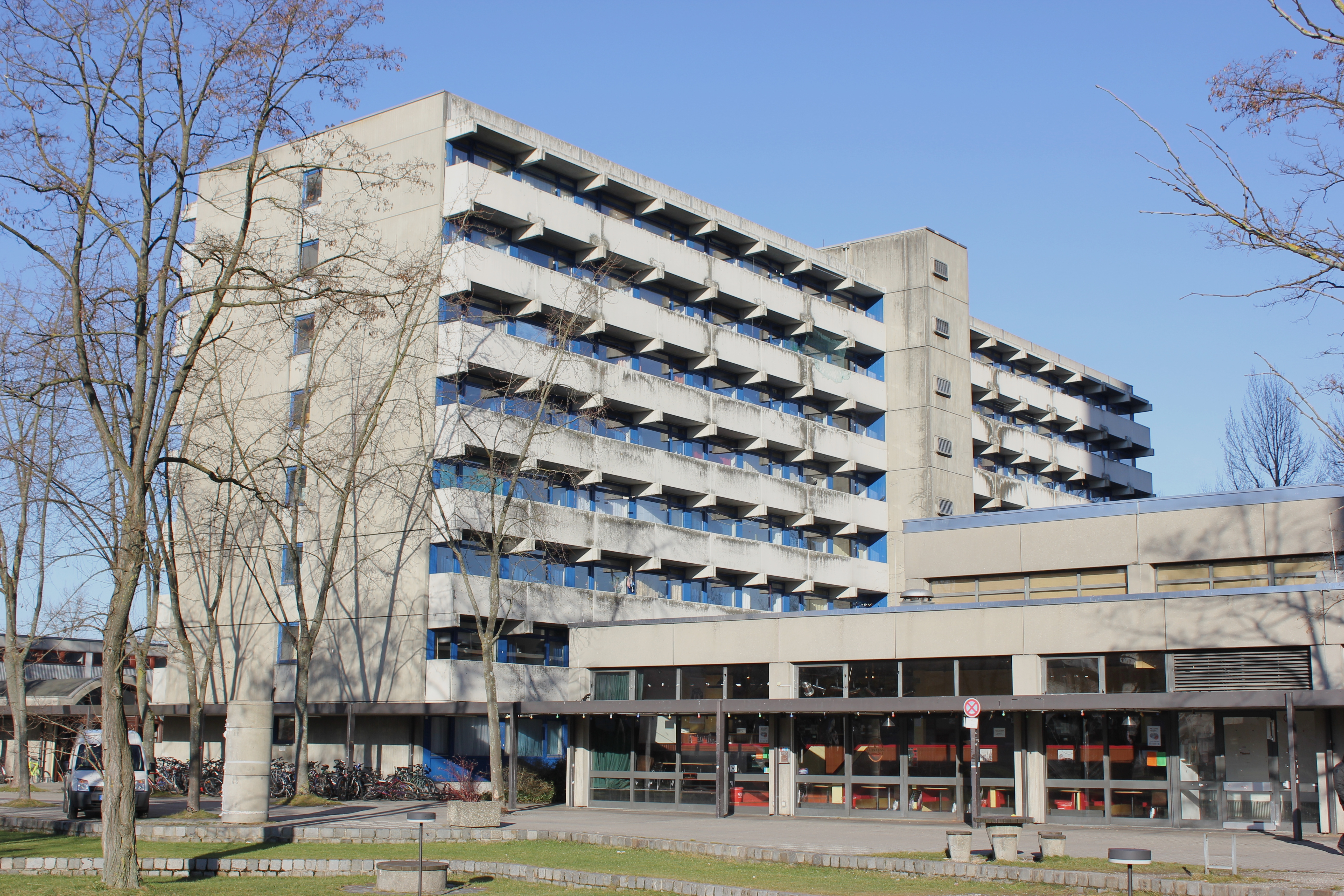
Neustadt: Blaues Haus

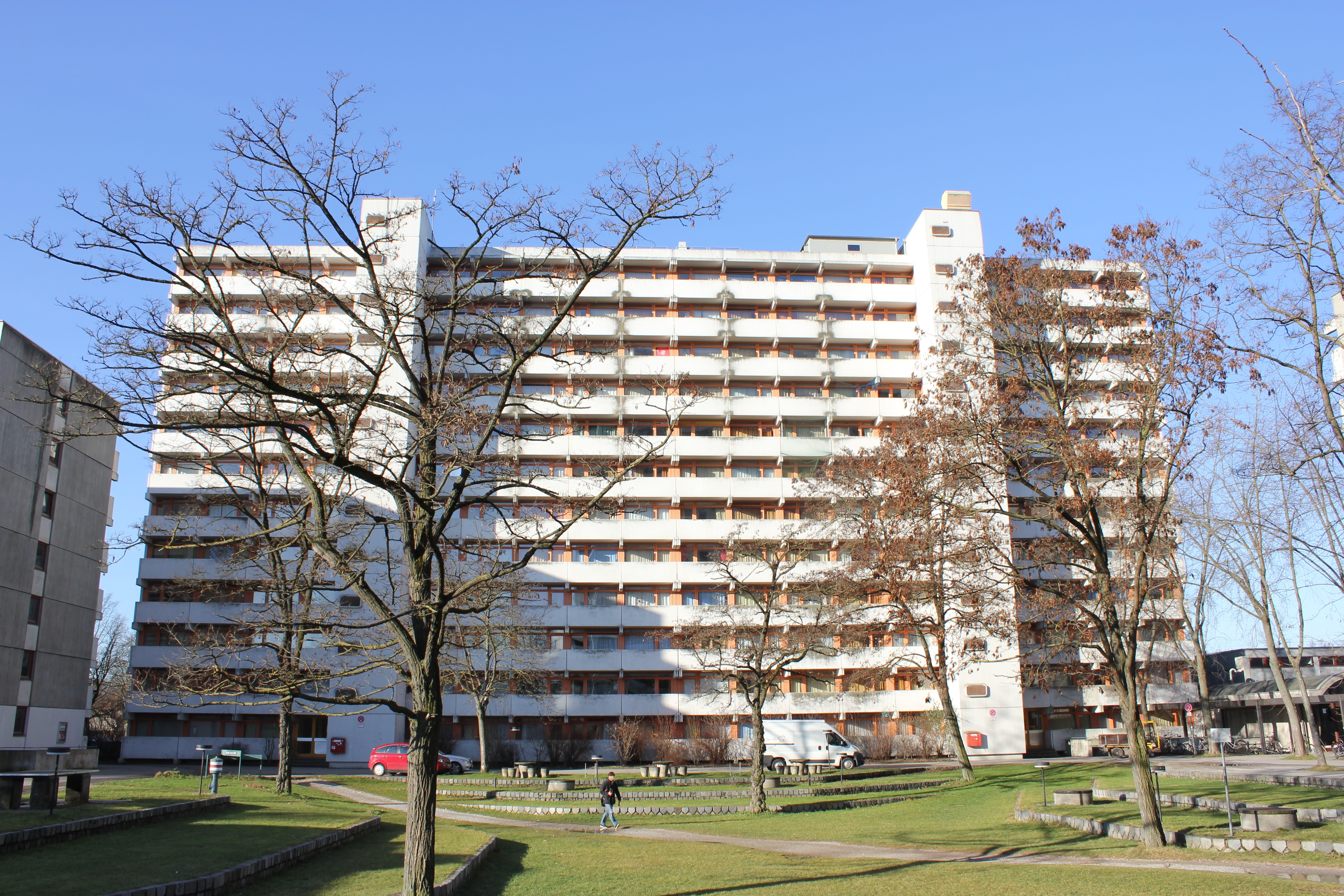
Neustadt: Oranges Haus

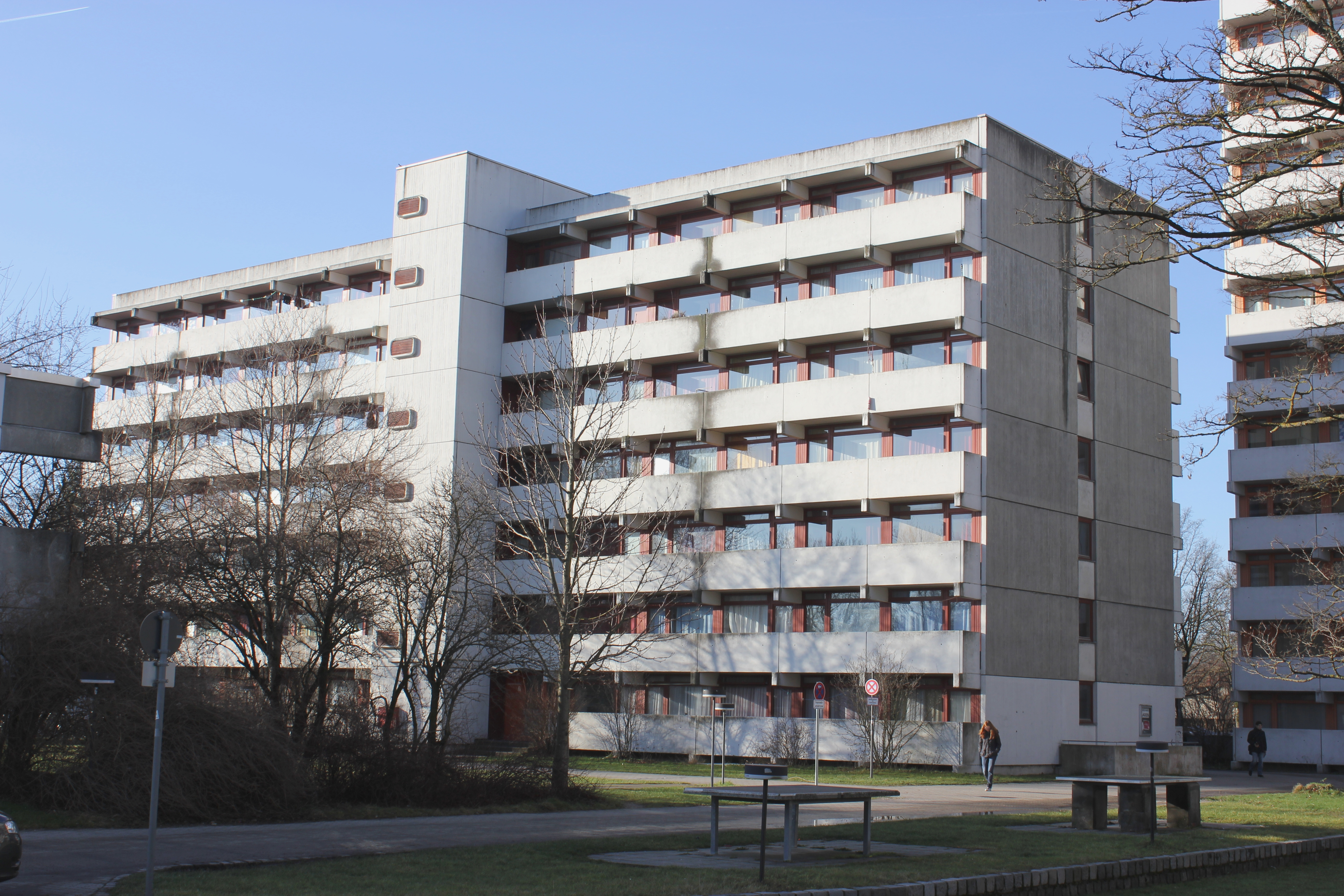
Neustadt: Rotes Haus

Die fünf Häuser der Neustadt sind um das sogenannte Atrium angeordnet. Abgesehen von einem Haus sind sie nach den Farben der Fensterrahmen benannt. Es gibt folgende Häuser:
- Grünes Haus (Hanns-Seidel-Haus, HSH)
- Blaues Haus
- Oranges Haus
- Rotes Haus
- Erich-Markel-Haus

Des Weiteren befinden sich hier auch die Hans-Scholl-Halle (Mehrzweckhalle), eine Bibliothek und die Hausverwaltung.
Das Hanns-Seidel-Haus ist neunzehngeschossig, insgesamt knapp 60 Meter hoch, 65 Meter lang und 20 Meter tief, und enthält knapp 620 Einzelappartements. Es ist auf Platz 32 der höchsten Hochhäuser in München.
Die Neustadt hat 1458 Einzelappartements mit 16 m² Fläche. Alle Appartements haben eine Kochnische, Dusche und WC. Ferner gibt es 54 Wohnungen für Ehepaare mit 35–77 m² Wohnfläche, bestehend aus zwei Zimmern, Küche und Dusche/WC.
2015 bildete der Künstler Florian Freier in seinem Projekt Profile Page Fotos bewohnter Apartments des Hanns-Seidel-Hauses nebst den Facebook-Profilseiten ihrer Bewohner ab. Die Bilderreihe aus 100 Foto-Screenshot-Kombinationen wurde online und in Buchform veröffentlicht.

## Studentische Selbstverwaltung
Die Hausverwaltung der Studentenstadt wurde traditionsgemäß von den Bewohnern selbst übernommen. Diese sogenannte Studentische Selbstverwaltung gibt es auch heute noch, seit der Übernahme der Studentenstadt durch das Studierendenwerk beschränken sich ihre Aufgaben jedoch ausschließlich auf das Angebot an Selbstversorgung (Getränkeverkauf, Brotladen) und Freizeitangeboten (Kultur- und Tutorenprogramme, Ausflüge, Feiern).

### Selbstverwaltung auf Hausebene
Jedem Bewohner der Studentenstadt wird nach den Richtlinien der Heimselbstverwaltung Stimmrecht auf der eigenen Mieterversammlung zugesprochen. In diesen Gremien werden Vertreter gewählt, die zu den Versammlungen auf jeweils nächsthöherer Ebene der Selbstverwaltung entsendet werden.

#### Haussprecher
Haussprecher sind für das institutionelle Gelingen im Haus zuständig. Darunter fallen insbesondere die Verwaltung der hauseigenen Gemeinschaftseinrichtungen sowie der Kontakt zu anderen Häusern, dem Gesamtheimrat und dem Studentenwerk München. Haussprecher werden in kleineren Häusern auf der Hausvollversammlung direkt von den Bewohnern gewählt. In großen Häusern findet die Wahl durch die Stockwerkssprecher auf einer Sitzung des Heimrates statt. Haussprecher werden für eine Amtszeit von zwei Semestern gewählt.

#### Tutoren
Aufgabe der Tutoren ist das Fördern des Miteinanders der Bewohner im Haus durch ein möglichst breites Angebot von Ausflügen, Vorführungen, Kursen, kulturellen Programmen und weiteren gemeinschaftlichen Aktivitäten. Tutoren sind auch Ansprechpartner für Bewohner bei persönlichen Problemen und vermitteln bei Bedarf an das Beratungsnetzwerk des Studentenwerks. Die Wahlmodalitäten für Tutoren entsprechen denen für Haussprecher.

#### Gemeinschaftseinrichtungen der Häuser

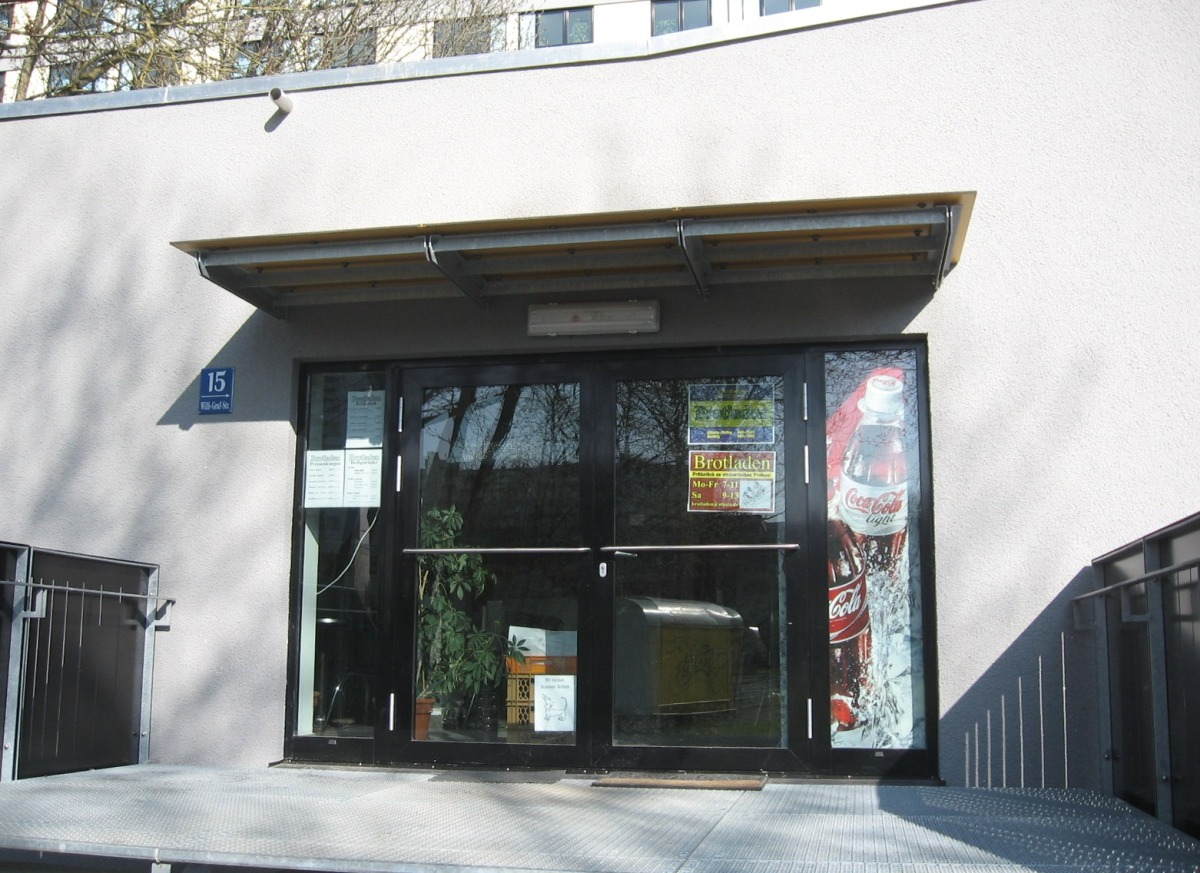
Brotladen

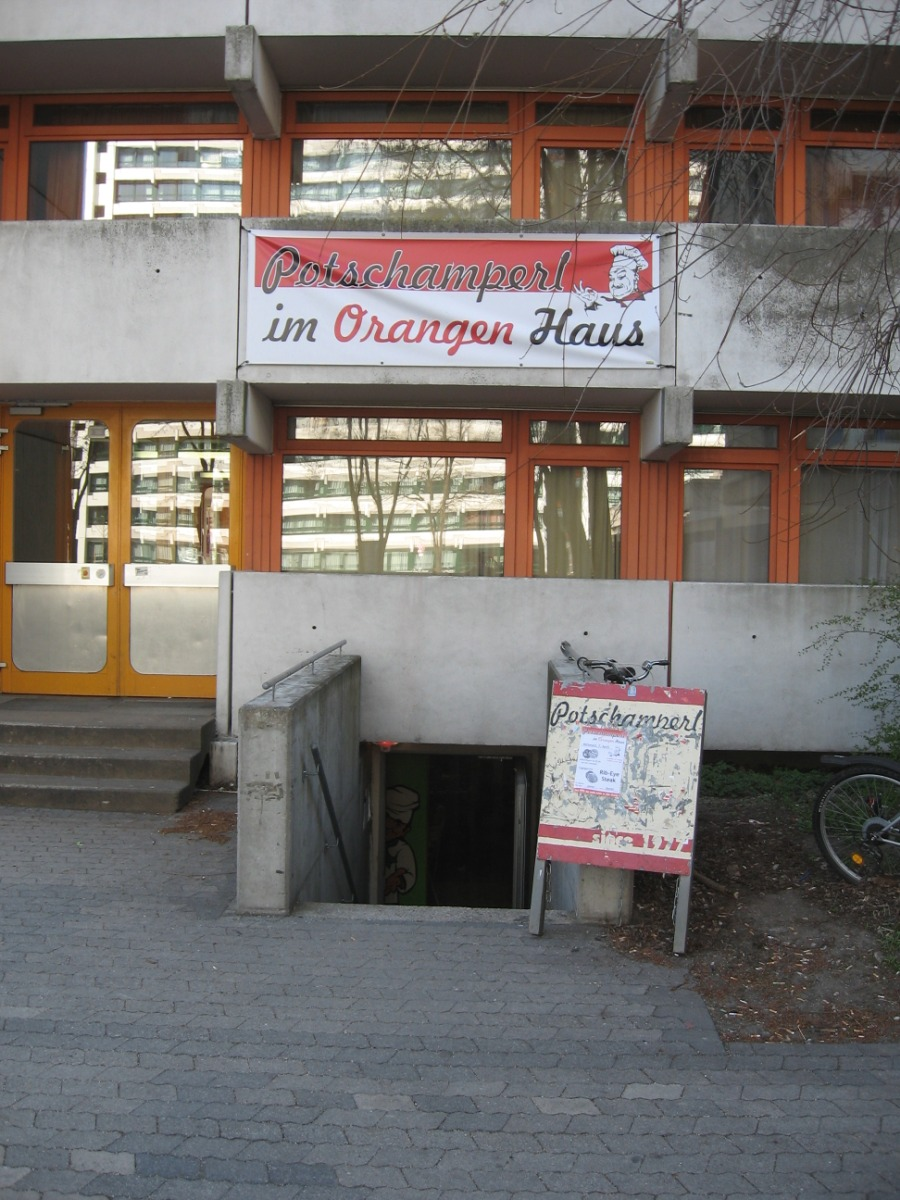
Die Kneipe „Potschamperl“

In Abhängigkeit von den baulichen Gegebenheiten gibt es in jedem der 14 Häuser der Studentenstadt Freimann Gemeinschaftseinrichtungen, Kneipen oder Läden.
- Wasch- und Trockenräume: In fast allen Häusern gibt es Waschräume, die von den Bewohnern kostendeckend betrieben werden und so günstiges Waschen ermöglichen.
- Bastel- und Werkräume: Die Ausstattung reicht von einfachen Werkzeuglagern bis hin zu professionell ausgestatteten Werkstätten.
- Hausläden: Jedes größere Haus betreibt einen kleinen Laden. Hier werden Getränke, Lebensmittel und andere Artikel des täglichen Bedarfs angeboten.
- Kneipen und Diskos: In der Studentenstadt gibt es mehrere Kneipen und Diskos, die ausschließlich den Bewohnern des Wohnheims zur Verfügung stehen. Teilweise werden täglich wechselnde Tagesgerichte angeboten.
- Sauna: Das rote Haus in der Studentenstadt betrieb bis zu den Maßnahmen zur Bekämpfung der COVID-19-Pandemie eine Sauna, die saisonal allen Bewohnern der Wohnanlage zur Verfügung stand. Bei einem Brand im Februar 2021 brannte diese vollständig aus.[8][9]

### Gesamtheimrat
Der Gesamtheimrat (GHR) ist das höchste Gremium der Heimselbstverwaltung der Studentenstadt Freimann. Während der Vorlesungszeit findet jeden zweiten Montag eine öffentliche Sitzung statt.

#### Zusammensetzung des Gesamtheimrates
Dem GHR gehören die gewählten Vertreter (GHR-Delegierte, Haussprecher, Tutoren) der einzelnen Häuser, sowie alle durch den GHR selbst gewählten Amtsträger und Ausschussmitglieder an. Jedes Haus hat im GHR in Abhängigkeit von der Bewohnerzahl zwischen einer und fünf Stimmen. Neben den Mitgliedern des GHR sind alle Bewohner der Studentenstadt Freimann sowie auf Beschluss des GHR eingeladene Gäste zur Teilnahme an den Sitzungen und zum Stellen von Anträgen berechtigt.

#### Ämter des Gesamtheimrates
- Organisationstutor: Der Organisationstutor vertritt die Studentenstadt nach außen. Er ist Vorsitzender des GHR und Ansprechpartner für alle Belange der Studentenstadt, sowohl für ihre Bewohner, Vereine und Gemeinschaftseinrichtungen, als auch für das Studentenwerk und alle anderen Institutionen. Zu seinen Aufgaben zählen außerdem die Vorbereitung und Einberufung von Sitzungen sowie die Dokumentation der Arbeit des GHR.
- Sporttutor: Der Sporttutor ist in erster Linie Organisator und Ansprechpartner in Belangen der Hallenbelegung, Halleninstandhaltung und Verbindung zum Sportverein SVSF e. V. Er fungiert als Kontaktperson zwischen Sportverein, GHR, Hausverwaltung und den Sportlern.
- Kassenwart und Kassenprüfer: Sie verwalten und überprüfen die Kassen des Gesamtheimrates und seiner Gemeinschaftseinrichtungen
- Brotladenbetreiber: Der Brotladenbetreiber organisiert den Betrieb des Brotladens.
- Verwalter des Musikübungsraumes: Der Übungsraumverwalter erstellt einen Übungsplan und organisiert sowohl Vermietung als auch Schlüsselübergabe. Außerdem führt er ein Kassenbuch und kontrolliert den Raum regelmäßig auf Schäden, grobe Unordnung und Verschmutzung.
- Spielplatzwart: Der Spielplatzwart übernimmt eine vermittelnde Rolle zwischen dem Studentenwerk und den Eltern in der StuSta. Er inspiziert regelmäßig den Zustand des Spielplatzes der Studentenstadt und beantragt Reparaturen und Neuanschaffungen bei der Hausverwaltung.

#### Ausschüsse des Gesamtheimrates
- Informationsausschuss: Aufgabe des Informationsausschusses ist die Verbreitung von aktuellen Veranstaltungsankündigungen und Terminen innerhalb der Studentenstadt unter Verwendung von Schaukästen und dem Intranet. Gemeinsam mit dem StuStaNet e. V. wird die Internetseite der Studentenstadt gepflegt.
- Wirtschaftsausschuss: Die Mitglieder des Wirtschaftsausschusses kontrollieren die Finanzen und das Inventar des Brotladens im Rahmen einer monatlichen Inventur.
- Waschausschuss: Der Waschausschuss hat die Aufgabe, Konzepte zu entwickeln, die einen Weiterbetrieb studentischer Waschräume versicherungsrechtlich und juristisch absichern. Ziel ist es, zu verhindern, dass weitere Waschräume von privaten Dienstleistern übernommen werden, was zu einer Verdreifachung der Preise führen würde.
- Schlichtungsausschuss: Der Schlichtungsausschuss vermittelt bei Streitigkeiten innerhalb der Studentenstadt und – falls das nicht genügt – versucht durch einen gerechten Schiedsspruch den Frieden zwischen den Bewohnern oder Einrichtungen wiederherzustellen.
- Umweltausschuss: Der Umweltausschuss dient der Förderung des Umweltbewusstseins unter den Bewohnern der Studentenstadt. Neben Informationen über Themen wie Energiesparen und Recycling, werden Energiesparwettbewerbe zwischen miteinander vergleichbaren Häusern durchgeführt. Außerdem wird ein Projekt zur Verbesserung der Mülltrennung durchgeführt.

#### Gemeinschaftseinrichtungen des Gesamtheimrates
Der Gesamtheimrat der Studentenstadt Freimann betreibt einige Einrichtungen, die dem Wohle aller Bewohner der Studentenstadt dienen.
- Die Appartementbörse ist eine vom Studentenwerk München unterstützte Initiative der Heimselbstverwaltung der Studentenstadt Freimann zur Nutzung vorübergehend nicht bewohnter Zimmer. Sie wird von sechs Vermittlern geführt, die vom GHR gewählt werden. Das Büro der Appartementbörse ist werktags für jeweils zwei Stunden besetzt.
- Im Brotladen können die wichtigsten Grundnahrungsmittel erworben werden. Außerdem kann man dort auch frühstücken. Er ist eine Gemeinschaftseinrichtung des GHR und steht als solche allen Bewohnern der Studentenstadt und deren Gästen zur Verfügung. Er wird nicht gewinnorientiert, sondern kostendeckend betrieben.
- Der Musikübungsraum kann von Bewohnern der Studentenstadt Freimann zum Proben mit ihren Bands oder auch alleine gemietet werden.

## Vereine in der Studentenstadt

### Kulturleben in der Studentenstadt e.V.

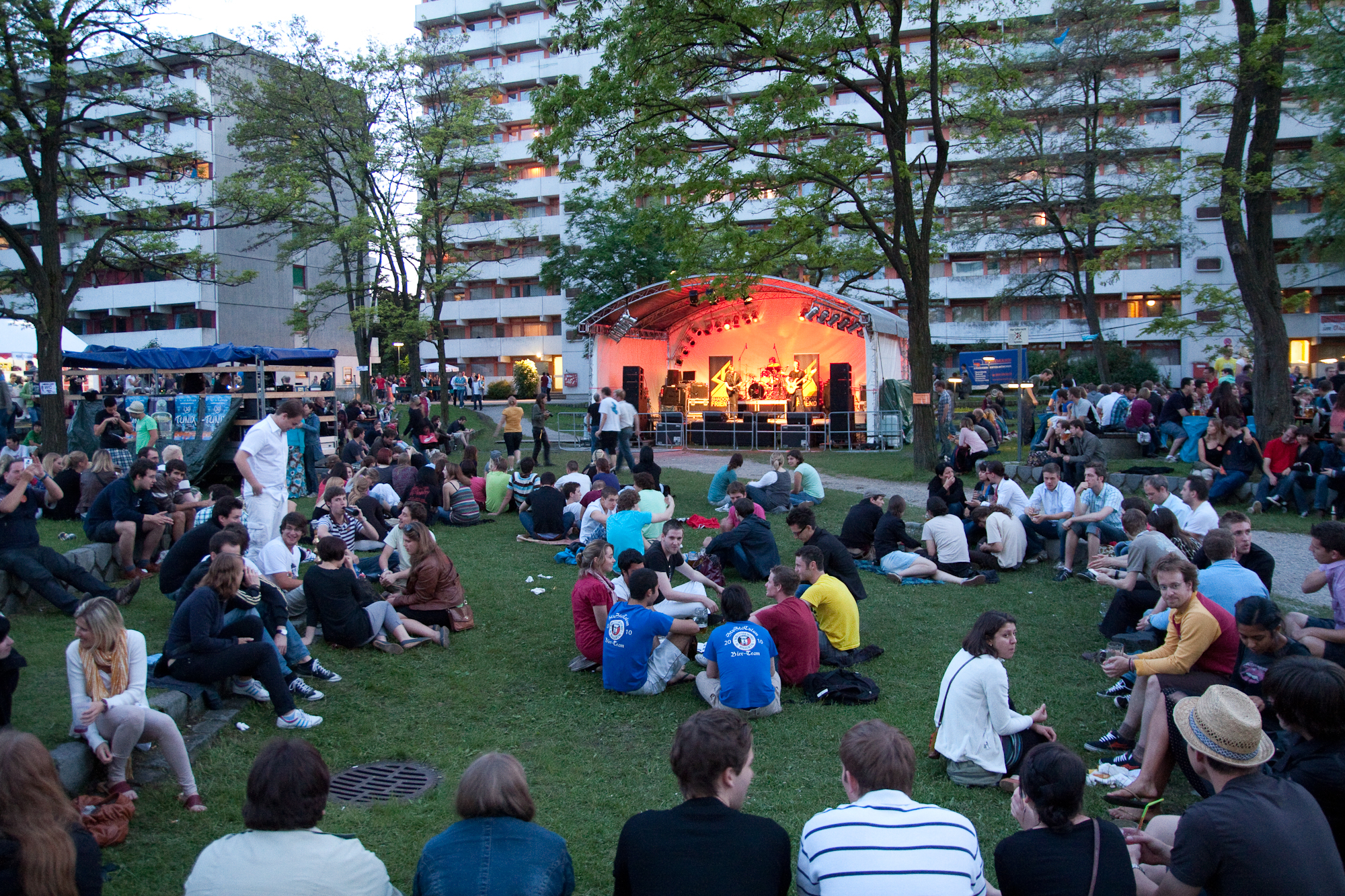
StuStaCulum 2010

Der Verein organisiert das seit 1989 jährlich stattfindende Theater- und Kulturfestival StuStaCulum, das lokalen Theatergruppen, Musikgruppen und anderen Künstlern jedes Jahr ein Forum bietet.

### Sportverein der Studentenstadt Freimann e.V.
Der Verein bietet Badminton, Fußball, Kampfsport, Rugby, Tennis und Volleyball an. Sowohl Fußball als auch Rugby verfügen über Damen- und Herrenmannschaften.
Der Rugby-Union-Verein Studentenstadt Rugby gehört zum Sportverein Studentenstadt. Die erste Herrenmannschaft spielt in der zweiten Bundesliga (Süd). Die Damenmannschaft spielt seit 2011 in der Liga Süd 7er-Rugby.

### StuSta-Alumni e.V.
Der StuSta-Alumni e. V. ist ein Verein ehemaliger und aktueller Bewohner der Studentenstadt. Zu seinen Zielen gehört die Dokumentation der Geschichte der Wohnanlage und deren studentischer Heimselbstverwaltung, die Vernetzung der ehemaligen und aktuellen Bewohner und die Beratung der Heimselbstverwaltung bei Bedarf.

### StuStaNet e.V.
Der StuStaNet e. V. betreibt die Computervernetzung in der Studentenstadt – in Referenz zum Betreiber – auch StuStaNet genannt. Das StuStaNet ist in Zusammenarbeit mit dem Leibniz-Rechenzentrum an das Münchner Wissenschaftsnetz angeschlossen. Es stellt den Bewohnern einen Internetanschluss sowie verschiedene Netzwerkdienste zur Verfügung.

### TribüHne e.V.

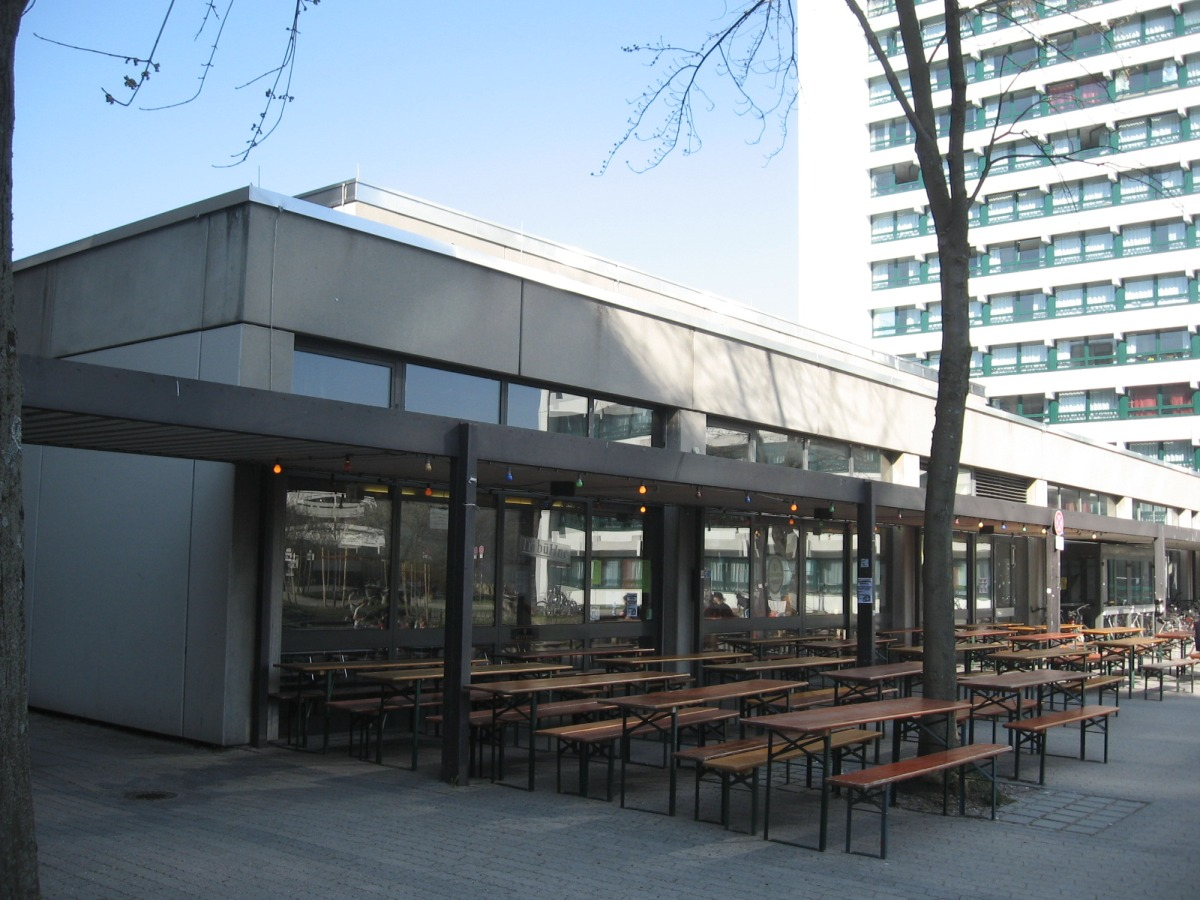
TribüHne

Der TribüHne e. V. war der Träger der ehemaligen gleichnamigen Studentenkneipe in der StuSta.